# جيمس تومسون (مجدف)
جيمس تومسون (بالإنجليزية: James Thompson)‏ هو مجدف جنوب أفريقي، ولد في 18 نوفمبر 1986 في كيب تاون في جنوب أفريقيا.

## وصلات خارجية
- جيمس تومسون على موقع الاتحاد الدولي للتجديف (الإنجليزية)
- جيمس تومسون على موقع اللجنة الأولمبية الدولية (الإنجليزية)
- جيمس تومسون على موقع أوليمبيديا (الإنجليزية)